# Diana Cavallioti
Diana Cavallioti (n. 19 mai 1986, Galați) este o actriță română.

## Biografie
Diana Cavallioti s-a născut la Galați, a studiat la liceul Dinu Lipatti și apoi la secția actorie din cadrul UNATC între 2004-2008. A absolvit în 2008 U.N.A.T.C. “I.L. Caragiale” București, Facultatea de Teatru, specializarea Arta Actorului, la clasa prof. univ. dr. Florin Zamfirescu. În 2011, a obținut și un Master în Arta Actorului, la clasa prof. Gelu Colceag.

## Filmografie

### Filme
| An   | Titlul                                                | Rol              | Note                                                      |
| ---- | ----------------------------------------------------- | ---------------- | --------------------------------------------------------- |
| 2008 | Restul e tăcere                                       | Femeia elegantă  |                                                           |
| 2008 | Întâlniri încrucișate                                 | Ana              |                                                           |
| 2009 | Amintiri din Epoca de Aur 2: Dragoste în timpul liber | Crina            |                                                           |
| 2013 | O vară foarte instabilă                               | Irina            |                                                           |
| 2017 | Ana, mon amour                                        | Ana              | Premiul Gopo pentru Cea mai bună actriță în rol principal |
| 2017 | Capace                                                | Elena            |                                                           |
| 2019 | 5 minute                                              | Liliana Calomfir | Premiul Gopo pentru Cea mai bună actriță în rol principal |
| 2020 | 9 povești de dragoste și ură în izolare               |                  |                                                           |
| 2022 | Dosarul 631                                           | Gina             |                                                           |
| 2023 | Boss                                                  | Adina            |                                                           |
| 2024 | Pájaros                                               | Olimpia          |                                                           |

### În televiziune
| An   | Titlul             | Rol            | Canal    | note_de_subsol |
| ---- | ------------------ | -------------- | -------- | -------------- |
| 2006 | Inocență furată    |                |          |                |
| 2007 | Cu un pas înainte  | Irina Drăgan   | Pro TV   |                |
| 2014 | O săptămână nebună | Maria Codrescu | Pro TV   |                |
| 2014 | Umbre              | Mădălina       | HBO      |                |
| 2023 | Bravo, tată!       | Dana           | Antena 1 |                |

## Interviuri
- Diana Cavallioti: „Sunt o fată cuminte, cu tatuaje”, 30 mai 2017, Andrei Crăciun, Ziarul Metropolis
- Diana Cavallioti: Iubirea nu are nicio legătură cu despărțirile, 6 mai 2017, Alice Năstase Buciuta, Revista Tango
- , 10 martie 2019, Răzvan Toma, Revista 100%Sport România